# Syndicat national des pilotes de ligne
 (juin 2021).
Le Syndicat national des pilotes de ligne (SNPL) est un syndicat de pilotes en France, créé en 1952. Son siège est situé à Roissy-en-France. Les objectifs du SNPL sont l'augmentation de la sécurité du transport aérien, l'amélioration des conditions de travail et de rémunération des pilotes de ligne, ainsi que la défense de l'emploi des personnels.

## Historique
Le SNPL France ALPA (Air Line Pilots' Association), émanation de l'Association des professionnels navigants de l'aviation (APNA) est né en 1952. Son siège est situé à Roissy-en-France. Sa première victoire date de février 1955. Après une grève destinée à mettre un terme à la politique de diminution du nombre des membres d'équipage, une direction d'exploitation est créée à Air France : les pilotes participent désormais à la définition des doctrines de vol. Il fut un temps concurrencé par l'Union des navigants de ligne CGC d'André Gatineau.
En 1970, les directions d'Air France, UTA et Air Inter rejettent le projet d'accord présenté au nom de tous les syndicats PNT pour remplacer le précédent protocole. Ce refus conduit à un lock-out qui va durer plus de trois semaines et déboucher sur le PV du 16 mars 1971, qui constitue encore aujourd'hui l'ossature des conditions de travail des pilotes d'Air France. La fin des années 1970 est dominée par l'évolution difficile vers l'équipage sans mécanicien navigant.
En 1982, un référendum lancé par deux pilotes, dégage une majorité de 90 % en faveur du remplacement des Caravelle par des Boeing 737 conduits sans mécanicien (OMN), avec reclassement de ces mécaniciens vers la fonction pilote ou l'encadrement sol. Ceci conduit à une scission d'où émerge un syndicat minoritaire, le SPAC.
Comme depuis sa création, le SNPL France ALPA œuvre aujourd'hui à l'augmentation de la sécurité du transport aérien, à l'amélioration des conditions de travail et de rémunération, à la défense de l'emploi des personnels. 
Le 1er janvier 2008, un traité de fusion est signé entre le SNPL France ALPA et le SPAC Air France.
En 2019 après un préavis de grève, le SNPL obtient des avancées significatives concernant ses revendications à propos de la réforme des retraites.

## Fonctionnement
Les adhérents élisent tous les quatre ans leurs représentants syndicaux (R.S), titulaires et suppléants. Ces derniers forment un « ticket ».
- Le Conseil National, composé des représentants syndicaux, est la plus haute autorité du syndicat. Il a la charge de sa direction, de son organisation générale et de la conduite de ses affaires. Il se réunit tous les deux ou trois mois pour élaborer les motions du syndicat.
- Le Bureau National, émanation du conseil national, est composé du bureau exécutif et des présidents des sections d'entreprise d'au moins 40 adhérents. Il se réunit tous les mois. Dirigé par le Président du SNPL France ALPA, il définit l'action syndicale à mener par le bureau exécutif en fonction des avis du Conseil National.
- Le Burex, dirigé par le Président du SNPL France ALPA, ou par le Vice-président, exécute la politique syndicale arrêtée par le Conseil National et les décisions du bureau national. Il est également chargé de l'organisation générale du syndicat et de la coordination entre les sections d'entreprise, de l'organisation des principales réunions et de l'information, des diverses consultations auprès des adhérents et des R.S ainsi que du suivi du courrier.
- Les sections d'entreprise. La section d'entreprise est la cellule syndicale de base. Elle se compose des membres actifs d'une même entreprise et est animée par les R.S de cette entreprise. Si la section compte au moins 40 adhérents, ses représentants syndicaux forment alors le conseil d'entreprise. Il désigne en son sein les délégués syndicaux de l'entreprise qui seront officiellement nommés par le bureau national.
- Les commissions de travail : L'action syndicale nécessite que les dossiers soient traités avec compétence. Ce travail est assuré par diverses commissions (commission technique dénommée COMETEC, Développement Durable, commission sociale …) composées d'adhérents volontaires.

## Partenaires
Le SNPL France ALPA est :
- membre de l'ECA (European Cockpit Association)[6]

La mondialisation de l'économie et des problèmes importants pour les navigants démontre l'importance d'une unité des Pilotes de ligne. 
Installée à Bruxelles, l'association européenne des pilotes de ligne a été créée en 1990 pour défendre les positions des pilotes de l'Union européenne face aux institutions communautaires. 38 000 pilotes sont ainsi représentés au travers de cette association.
L'ECA est devenue aujourd'hui l'interlocuteur privilégié des instances européennes auprès de qui elle exprime des positions officielles au nom de l'ensemble des pilotes.
Son champ d'action n'a jamais cessé de s'étendre depuis.
- et membre de l'IFALPA (International Federation of Air Line Pilots' Associations)[7]

Fondée en 1948, la Fédération internationale des associations de pilotes de ligne regroupe aujourd'hui plus de 100 000 pilotes exerçant dans près de 95 pays. Créée à l'origine pour répondre à la constitution de l'organisation de l'aviation civile internationale (OACI), l'IFALPA est reconnue également par d'autres corps constitués importants de l'aviation ; l'IATA, la FAA, les JAA... C'est un forum démocratique qui permet de développer et de promouvoir un point de vue commun à tous les pilotes sur les normes et pratiques recommandées régissant le transport aérien, les techniques développées, les objectifs en matière de sécurité aérienne, les sujets intéressants la vie professionnelle et sociale des pilotes.

## Présidents du National
- André Gibert cofondateur, président de 1953 à 1955
- Pierre Chanoine (1953-1955)
- Jean Dupont (1958-1959)
- Jacques Languillaume (1960-61)
- Fernand Andreani (1962-63)
- André Greard (1964-65)
- Jean Belotti (1966-1968)
- André Greard (1969-71)
- Henri Grandjean (1972-73)
- Jean Harbion (1974-75)
- Yves Arlet (1976-77)
- René Camus (1977-78)
- Max Venet (1979-82)
- Jean-Luc Steiger (1982-86)
- Alain Duclos (1986-90)
- Hugues Gendre (1990-96)
- Geoffroy Bouvet (1996-98)
- Hugues Gendre (1998-2000)
- Jocelyn Smykowski (2000-2004)
- Patrick Auguin (2004-2006)
- Jérôme Bansard (2006-2008)
- Patrick Magisson 2008-Démissionnaire
- Jocelyn Smykowski (2008-2010)
- Yves Deshayes (2010-2014)
- Erick Derivry 2014-Démissionnaire
- Christophe Tharot (2017-2018)
- Yves Deshayes (2018-2022)
- Karine Gely (élue en 2022)

## Présidents de la section Air France
- Christophe Sorais (2002-2004)
- Didier Le Chaton (2004-2006)
- Erick Derivry (2006-2008)
- Jean François Huzen 2008-Démissionnaire
- Patrick Auguin 2008-Destitué
- Louis Jobard (2009-2010)
- Jean-Louis Barber (2010-2014)
- Philippe Evain (2014-2018)
- Guillaume Gestas (2018-2022)
- Carl Grain (élu en 2022)